# Герб Чорногорії
Герб Чорногорії був прийнятий 12 липня 2004 і є зображенням золотого двоголового орла. Він змінив герб Чорногорії, який був прийнятий в 90-х, та був зображенням білого орла. Також герб Чорногорії займає центральне місце на державному прапорі.

## Історія герба

Герб князівства Чорногорії (1852—1910) на монеті 10 пар 1906 р.

Герб зображає двоголового орла в польоті, який повторює емблему династії Петровичів — першої
королівської династії Чорногорії, та герб Візантії.
Лев з піднятою правою лапою, що зображений на щиті, символізує владу єпископа, а також є однією з алегорій Воскресіння та самого Христа. Цей символ походить від герба Венеції, яка мала дуже сильний вплив на розвиток регіону в Середньовіччі.
Коли Чорногорія вперше одержала незалежність, вона стала теократичною державою, це було зумовлено консолідацією сербів-християн проти османів-мусульман. З цієї причини провідну роль Церкви було відображено у геральдиці того часу. Після встановлення світської королівської династії в 1851 році лева було зміщено нижче орла, хоча ініціали правителя все ще містилися на щиті.

Герб Князь-єпископства Чорногорія (1696–1767, 1773–1852)
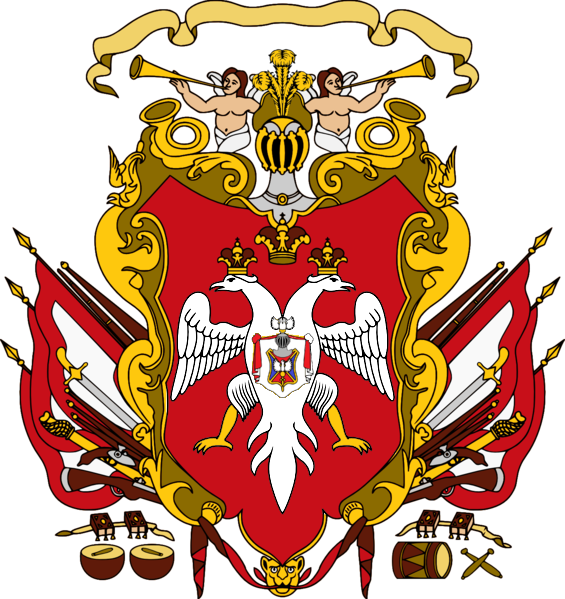
Герб Князь-єпископства Чорногорія (версія 1711 р.)
Герб князівства Чорногорії (1852-1910)
Герб королівства Чорногорії (1910-1918)
Герб Чорногорії (1993-2004)

## Соціалістичний герб
Герб СР Чорногорія був прийнятий 31 грудня 1946 р. та являє собою зображення гори Ловчен, оточеної морем, на вершині якої знаходиться мавзолей Ньєгоша. Композиція оточена золотим вінком з стрічками національного триколору, а зверху, зображення вінчає червона зірка.

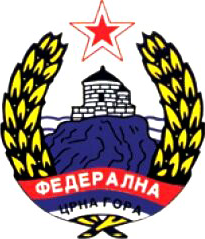
Герб Чорногорії (1946-1947)
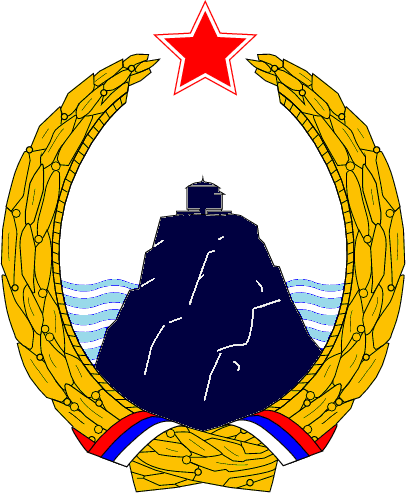
Герб Народної Республіки Чорногорії (1947-1963)
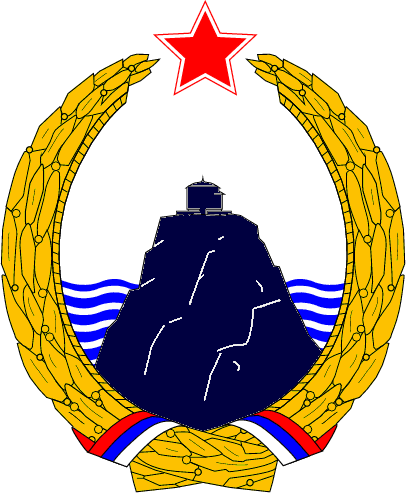
Герб Соціалістичної республіки Чорногорії (1963-1974)
Герб Чорногорії (1974-1993)